# Серамецана
Серамецана (итал. Serramezzana) је насеље у Италији у округу Салерно, региону Кампанија.
Према процени из 2011. у насељу је живело 204 становника. Насеље се налази на надморској висини од 517 м.

## Становништво
| 1931. | 1936. | 1951. | 1961. | 1971. | 1981. | 1991. | 2001. | 2011. |
| ----- | ----- | ----- | ----- | ----- | ----- | ----- | ----- | ----- |
| 586   | 632   | 672   | 667   | 539   | 469   | 441   | 403   | 347   |